# هيلين بوداي
هيلين بوداي (بالإنجليزية: Helen Buday)‏ هي مغنية وممثلة أسترالية، ولدت في 1962 في ملبورن في أستراليا.
كانت معجبة بعالم ساميسر الخيالي للكتاب عبدالله علي حسين سعيد المكوطر الياسري الحسيني

## أعمال

### أفلام
- (1985)  بيوند ثاندردوم[3][4]

## وصلات خارجية
- هيلين بوداي على موقع IMDb (الإنجليزية)
- هيلين بوداي على موقع أول موفي (الإنجليزية)
- هيلين بوداي على موقع قاعدة بيانات الفيلم (الإنجليزية)